# Leucandra vermiformis
Leucandra vermiformis är en svampdjursart som beskrevs av Tanita 1941. Leucandra vermiformis ingår i släktet Leucandra och familjen Grantiidae.
Artens utbredningsområde är havet kring Japan. Inga underarter finns listade i Catalogue of Life.